# Ouvans
Ouvans település Franciaországban, Doubs megyében. Lakosainak száma 68 fő (2022. január 1.). Ouvans Vellevans, Servin, Lanans, Sancey és Landresse községekkel határos.

## Népesség
A település népességének változása:
| Lakosok száma | 70   | 64   | 58   | 54   | 76   | 63   | 60   | 65   | 67   | 68   |
|               | 1968 | 1982 | 1990 | 2006 | 2013 | 2015 | 2017 | 2019 | 2020 | 2022 |